# Subsidium hibernale
Subsidium hibernale – dobrowolnie deklarowane, zryczałtowane opłaty z majątków ziemskich należących do duchowieństwa przeznaczone na utrzymanie wojska. W  I Rzeczypospolitej wprowadzone w latach 1649-1652 związane z wprowadzeniem hiberny. Subsidium hibernale zniesiono w 1775 roku wraz z likwidacją hiberny.